# Propstei Böhmischbruck
Die Propstei Böhmischbruck war die Verwaltungseinheit in Böhmischbruck über die Besitzungen des Klosters St. Emmeram in der nördlichen Oberpfalz.  Sie hatte von 1299 bis zur Säkularisation 1803 Bestand.

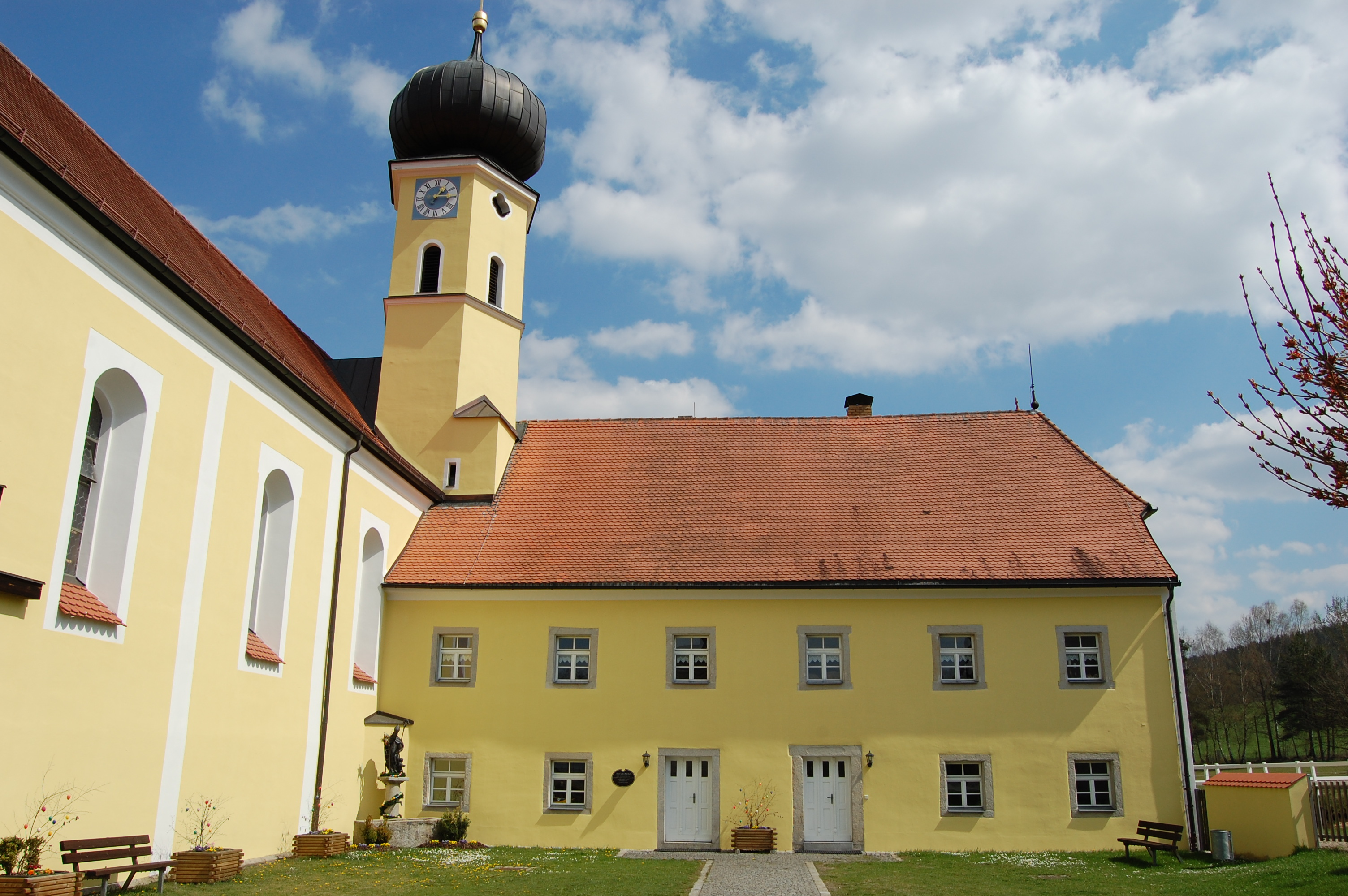
Pfarrhof und Kirche von Böhmischbruck

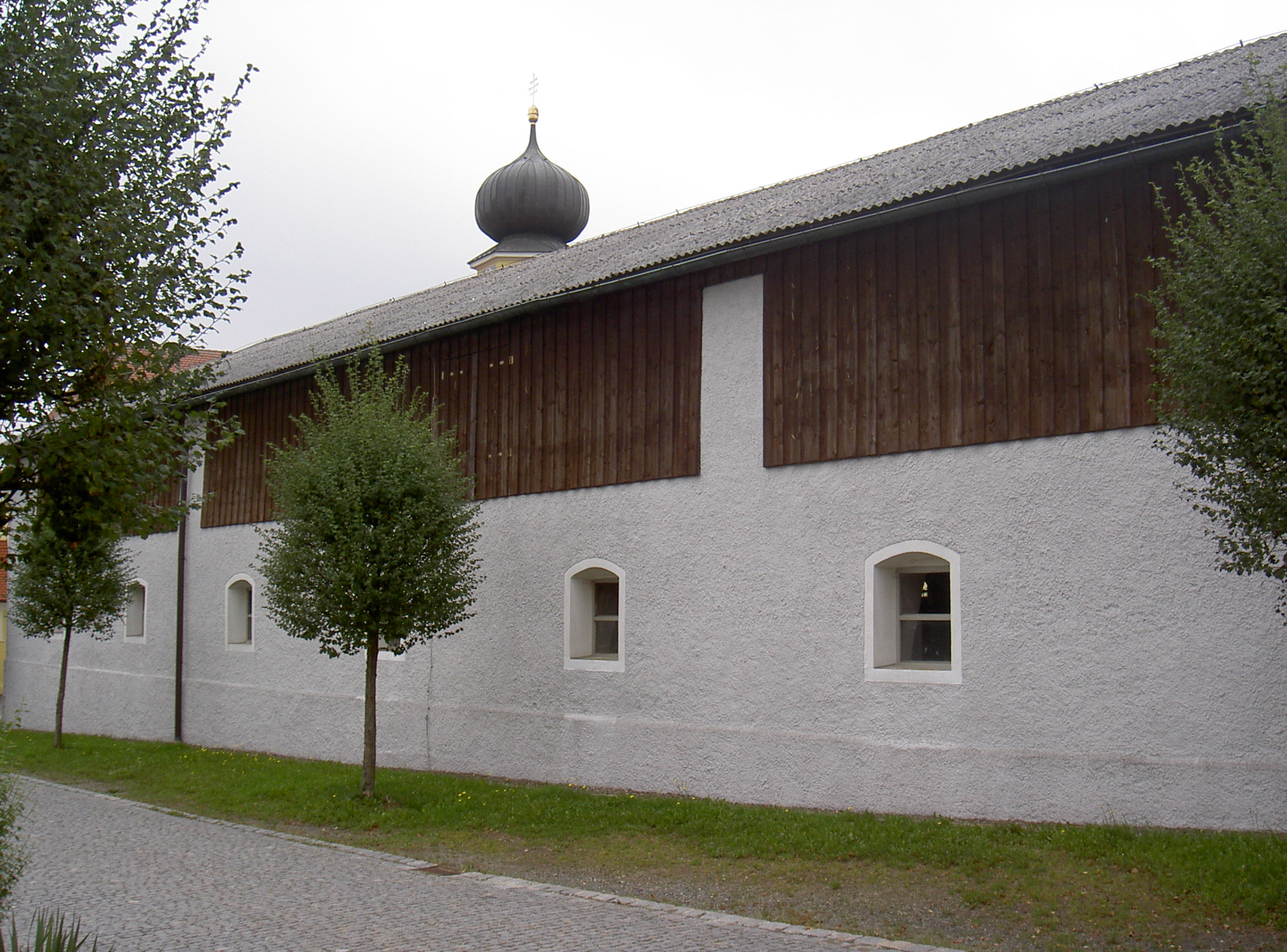
Ehemaliger Stall der Propstei Böhmischbruck

## Geschichte
Zur Vorgeschichte gehört, dass der ortenburgische Ministeriale Bernold von Draeswitz vor dem 20. November 1256 dem  Domkapitel von Regensburg den Ort Böhmischbruck ohne die Vogteirechte übereignete. Seine Söhne Otto, Jordanus, Pernoldus, Martinus und Zezerna de Dreswitz gaben diese am 20. November 1256 an das Kloster St. Emmeram. Seit 1251 hat hier ein Spital bestanden, das der böhmische König Odoaker II. am 7. Juli 1255 unter seinen Schutz gestellt hat. Da Böhmischbruck  an der Straße nach Böhmen gelegen war, konnte dadurch eine Betreuung der Reisenden, aber auch der Armen und Kranken erfolgen. Der Dominikaner Ernst, Bischof von Pruta (heute Bursa), versprach allen, welche den Meister und die Brüder von Böhmischbruck bei dem Bau der Marienkirche unterstützten, einen Ablass. Vermutlich gehörten diese Brüder dem Dominikanerorden an. In dem Spital waren  Brüder und Schwestern tätig, und zwar Beginen und Begarden, die sich keinem Orden fest angeschlossen hatten. 1299 tauscht Bischof  Konrad V. von Regensburg mit Zustimmung des Domkapitels Böhmischbruck an das Kloster St. Emmeram gegen die Mühle in Abbaswinde. Abt Karl (1292–1305) beabsichtigte, in Böhmischbruck eine Klosterzelle der Benediktiner zu gründen. Die hierfür notwendigen Einkünfte sollten aus den benachbarten Besitzungen des Klosters sowie aus der Pfarrei Moosbach kommen. Im Zusammenhang mit der Propstei wurde die jetzige Pfarrkirche Mariä Himmelfahrt in Böhmischbruck errichtet und am 11. Mai 1259 eingeweiht. Eine Erhebung zu Pfarrei erfolgte nach 1299, nachdem das Predium Böhmischbruck an das Kloster St. Emmeram gekommen war.
Die Propstei bekam auch Besitzungen in Etzgersrieth und Ödhof sowie am Uchabach (Uchabachmühle) und am Tröbesbach. Zudem gehörte zur Propstei Streubesitz in Saubersrieth, Kleinschwand, Voitsberg, Steinach, Altenstadt, Vohenstrauß, Waidhaus, Luhe, Tröbes und Ocha.
Die Verwaltung wurde durch einen Propst ausgeübt. Dieser verfügte nicht nur über die niedere Gerichtsbarkeit, sondern auch über die malefizische Hochgerichtsbarkeit über die Grundholden der Propstei. Der erste Propst war 1319 Adalbert der Schmidmüller, der später (1324–1358) Abt des Klosters St. Emmeram wurde. Sein Nachfolger war Ulrich von Vohendräzze.

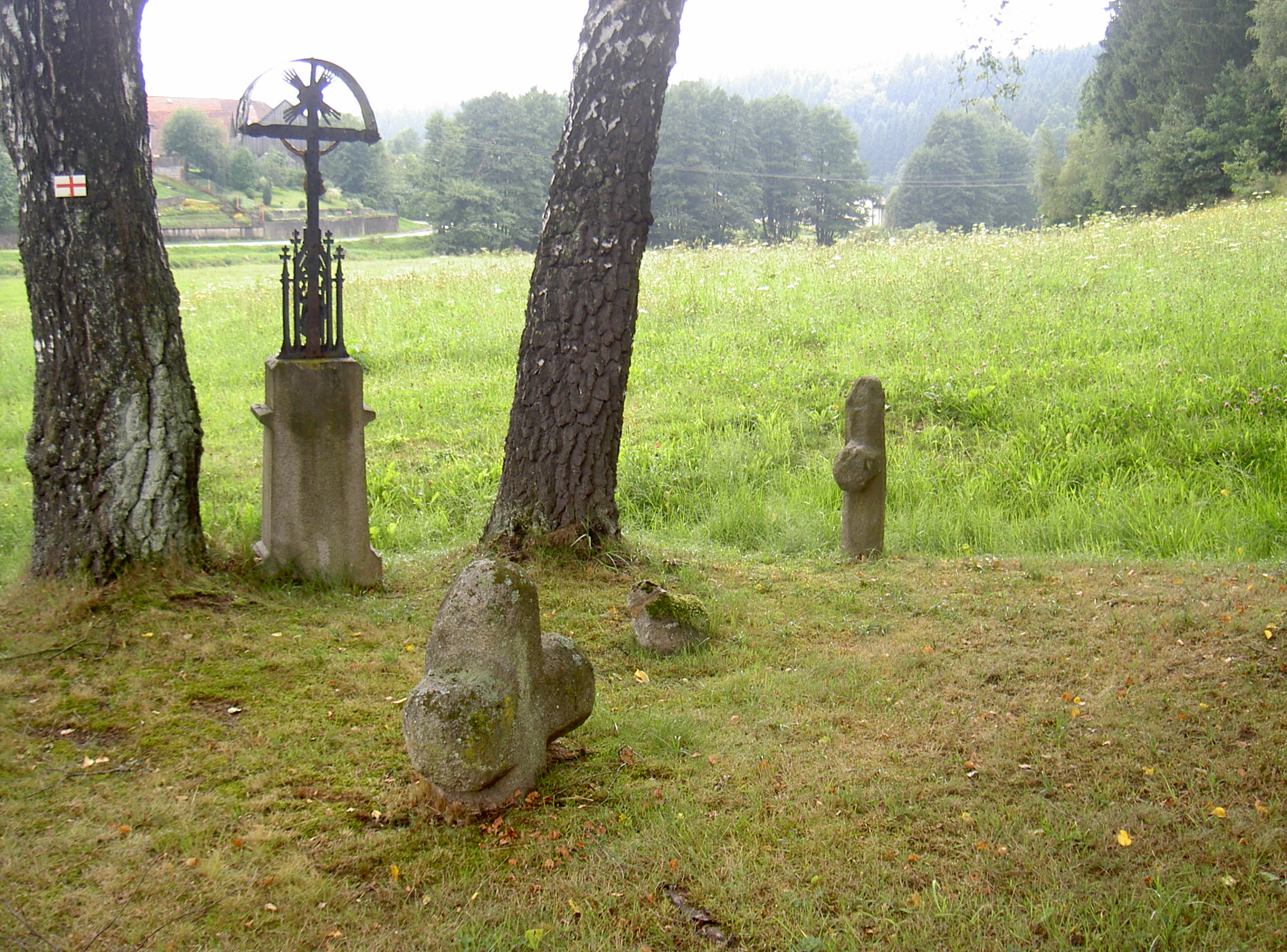
Spätmittelalterliche Steinkreuze am Ortseingang von Böhmischbruck

Im Zuge der Hussitenkriege wurden die Kirche und die Propstei 1423, 1427 und 1431 überfallen und geplündert. Damals wurden auch drei Benediktinermönche ermordet, an die heute noch drei Steinkreuze am Ortseingang von Böhmischbruck erinnern. Auch am 5. Mai 1552 wurden Propstei, Kirche und Pfarrhof durch einen Brand vernichtet. Der Wiederaufbau scheint sich hinausgezögert zu haben (damals war die Gegend kalvinistisch geworden), denn am 6. Mai 1577 suchte Propst Johann Otto um die Genehmigung zum Kirchenneubau an. Nachdem hier das Luthertum im Zuge der Gegenreformation wieder beseitigt worden war, kam die Propstei wieder an das Kloster St. Emmeram und es zog hier am 3. Februar 1626 wieder ein katholischer Pfarrer ein. In der Folge waren die Pfarrer auch die Pröpste. Der letzte als Propst aktenkundliche Pfarrer ist Gebhard Grössl. Durch die Säkularisation wurde die Propstei 1803 aufgelöst und Böhmischbruck wurde eine weltliche Pfarrei.